# Сігел (округ Чіппева, Вісконсин)
Сігел (англ. Sigel) — місто (англ. town) в США, в окрузі Чиппева штату Вісконсин. Населення — 1132 особи (2020).

## Демографія
Згідно з переписом 2010 року, у місті мешкали 1044 особи в 390 домогосподарствах у складі 298 родин. Було 419 помешкань
Расовий склад населення:
| - 96,6 % — білих - 1,1 % — азіатів - 0,8 % — корінних американців |

До двох чи більше рас належало 1,2 %. Частка іспаномовних становила 1,5 % від усіх жителів.
За віковим діапазоном населення розподілялося таким чином: 26,3 % — особи молодші 18 років, 61,8 % — особи у віці 18—64 років, 11,9 % — особи у віці 65 років та старші. Медіана віку мешканця становила 39,4 року. На 100 осіб жіночої статі у місті припадало 105,5 чоловіків;  на 100 жінок у віці від 18 років та старших — 107,3 чоловіків також старших 18 років.
Середній дохід на одне домашнє господарство  становив 65 460 доларів США (медіана — 59 500), а середній дохід на одну сім'ю — 74 026 доларів (медіана — 62 303). Медіана доходів становила 44 375 доларів для чоловіків та 30 481 долар для жінок. За межею бідності перебувало 6,2 % осіб, у тому числі 4,2 % дітей у віці до 18 років та 15,4 % осіб у віці 65 років та старших.
Цивільне працевлаштоване населення становило 538 осіб. Основні галузі зайнятості: освіта, охорона здоров'я та соціальна допомога — 29,7 %, виробництво — 17,8 %, будівництво — 9,5 %, сільське господарство, лісництво, риболовля — 8,0 %.